# Francisco Javier Ferraz y Cornel
Francisco Javier Ferraz y Cornel (Benasque (Huesca), 2 de diciembre de 1776–Muchamiel (Alicante), 12 de octubre de 1850) fue un militar español que desempeñó relevantes cargos en la España isabelina.

## Biografía
Nacido en una familia infanzona, documentada en el Valle de Benasque desde el siglo XII, era hermano de José Ferraz y Cornel, que fue director general del Tesoro y ministro de Hacienda en 1840; primo hermano de Valentín Ferraz y Barrau, teniente general y presidente del Consejo de Ministros, también en 1840, y sobrino de Antonio Cornel y Ferraz, ministro de la Guerra de Carlos IV.
Al comenzar la Guerra de la Independencia se hallaba en Madrid, con el destino de secretario de la Inspección de Caballería, trasladándose con el Regimiento de Dragones del Rey a Zaragoza y participando activamente en su defensa durante el Primer Sitio, librando con arrojo diversos combates en sus proximidades, destacándose especialmente el 27 de agosto de 1808 en los campos de Alfaro, en la baja Rioja, rescatando las piezas de artillería que habían caído en poder del enemigo. Ese mismo día fue ascendido a teniente coronel, siendo promovido a coronel graduado, el 14 de septiembre siguiente. 
Poco después de comenzar el Segundo Sitio hubo de salir de Zaragoza en busca de la Junta Central, que se hallaba en Sevilla, para entregar por orden del general Palafox cierta documentación comprometida, atravesando numerosos pueblos ocupados por el enemigo y teniendo que cruzar Sierra Morena en pleno invierno, suceso que llevó al publicista Emilio Luna a calificarle como el «verdadero Miguel Strogoff de los Sitios». Se distinguiría luego en la lucha contra los franceses en Tarifa, Chiclana, Cartagena y Amposta. En memoria y recompensa de esta última acción la Regente María Cristina otorgaría en 1895 a su hijo Rafael Ferraz y Canicia di Franchi, diplomático, el marquesado de Amposta. 
Fiel a sus convicciones liberales, apoyó el levantamiento de Riego, siendo nombrado gobernador de Cádiz el 19 de marzo de 1820 e inspector general de la Caballería y Dragones poco después, cargo que desempeñaría durante el Trienio Constitucional. El 10 de junio de 1822 fue designado Capitán General de Cataluña, combatiendo las partidas realistas que se habían alzado en el principado. 
Tras el restablecimiento absolutista de 1823, permaneció de baja en el ejército hasta la muerte de Fernando VII, en que fue repuesto de su empleo y emolumentos. Nombrado comandante general de Murcia, hubo de afrontar los estragos de una epidemia de cólera que asoló la comarca. Ascendió a teniente general el 8 de abril de 1835, con mando sobre Valencia y Murcia. Desde el 22 de noviembre de 1840 hasta el 3 de diciembre de 1844 desempeñó la presidencia del Tribunal Supremo de Guerra y Marina, máximo órgano de la jurisdicción militar con sede en Madrid.
Fue senador por la provincia de Zaragoza en las legislaturas de 1841 y 1843 y caballero de las reales órdenes de Carlos III, San Fernando y San Hermenegildo. El 30 de octubre de 1849 fue designado por la reina Isabel II senador vitalicio.